# Santa Margarida (São Tomé)
Santa Margarida é uma aldeia de São Tomé e Príncipe, localiza-se no distrito de Mé-Zóchi, ilha de São Tomé, próxima às localidades de Madalena, Benfica, Prado e Mongo.